# Igreja Unida do Bacon

O símbolo oficial da Igreja Unida do Bacon apresenta dois pedaços de bacon louvando juntamente ao Sol.

A Igreja Unida do Bacon é uma religião satírica ateia/cética que tem como os principais objetivos o progresso social e levantar dinheiro para instituições de caridade, sendo fundada em 2010 por John Whiteside e amigos. A igreja oferece todos os tipos de serviços religiosos tradicionais, incluindo: casamentos, batismos e funerais. Seus fundadores escolheram o nome estranho, e a crença no bacon, como uma crítica social em relação a todas as igrejas que tem suas crenças consideradas estranhas quando avaliadas por não crentes. A igreja promove a separação entre estado e religião, educação científica, pensamento crítico e o fim da discriminação contra ateus. O símbolo oficial da organização são dois pedaços de bacon louvando juntamente ao Sol.

## Fundação
A Igreja Unida do Bacon foi fundada durante uma reunião na casa de Penn Jillette em 2010, para combater a discriminação contra ateus. O lançamento oficial foi feito durante a conferência The Amazing Meeting em 2012. Os adeptos acreditam no ateísmo prático e não tem crença em qualquer deus. Eles escolheram o nome inusitadamente engraçado como um argumento de que é possível demonstrar a existência do Bacon enquanto Deus é imperceptível pela visão. O lema afirmativo da igreja é: "Louvem o Bacon, cheio de gordura, a banha de porco está contigo!".

## Doutrina
O principal critério para se tornar um membro é o dever de adorar o sabor do bacon, que pode ser desde o bacon de peru até o bacon vegetariano. Os prestadores de serviços religiosos são chamados de frades. 
O código de conduta é definido pelos 8 comandos do bacon (anteriormente 9):
1. Ser cético
2. Respeitar os limites doutrinários
3. Normalizar a relação entre ateus e a religião
4. Se divertir
5. Ser bom
6. Ser generoso
7. Adorar o bacon
8. Defender a taxação das igrejas

O nono comando era originalmente "pagar impostos", mas foi posteriormente excluído.

## Ativismo
A Igreja Unida do Bacon é uma paródia filosófica das igrejas e que combate a discriminação contra ateus, incentiva a separação entre igreja e estado e pela igualdade no casamento. A igreja apoiou ou defendeu várias causas.
A Igreja Unida do Bacon (UCB, em inglês) tem um clero estimado em 3700 frades e mais de 25 mil membros. Aplicação para ser do claro é de graça, e se aprovado o clero da UCB não pode cobrar por seus serviços. Ao invés disso, o claro é encorajado, quem quer que seja, a fornecer doações e serviços para a caridade de sua escolha que esteja na lista do site oficial da igreja. A UCB não tem relação com as instuições de caridades que recomenda. 
A UCB não aceita doações e paga impostos citando a filosofia de sua crença que todas as igrejas deveriam pagar impostos. A isenção de taxas das igrejas nos Estados Unidos é superior a 70 bilhões de dólares por ano, o suficiente para alimentar, doar roupas e moradia para todos os sem teto nos Estados Unidos. 